# Platax boersii
Platax boersii är en fiskart som beskrevs av Pieter Bleeker 1852. Platax boersii ingår i släktet Platax och familjen Ephippidae. Inga underarter finns listade i Catalogue of Life.